# 战前状态
战前状态（拉丁語： 或简写为）是国际法中的一个术语，指一场战争发生前交战各方的势力状态。该术语经常被用在停战协议的制定上，即交战各方分别退回至战争开始前的位置并重新建立战争前的体系，保证没有一方因战争在政治和经济上得利或受损。
与之相对的还有国际法中的“保持佔有”原则，主张交战各方分别保有各自在战争结束时的局面，则一方可能会因此得利，而另一方受到损失。

## 实际应用
1812年战争便是一场以“战前状态”结束的军事冲突。在和谈时，处于攻势并已经占领了缅因州东部部分土地的英方原本提议“保持佔有”并且在美国中西部建立独立的印第安人政权作为缓冲区，美方则要求英方交出上加拿大的部分领土。 但是随着英军在尚普兰湖战役中失利，加之英国政府中反战势力的压力，最终1814年的《根特条约》采取回归“战前状态”，英美两军分别退至战前位置，恢复战前美加边境，双方均未获得或损失任何领土。
1815年拿破崙一世在滑鐵盧之役战败后，維也納會議決定恢復法国在法国大革命之前的歐洲领土，即波旁王朝時的领土，以維持法國在歐洲的軍事平衡。
1953年的朝鮮战争最终也以“战前状态”结束，雖然接近三八線，但邊界有所轉移，雙方建立非軍事區，維持至今。
1980年至1988年的两伊战争最终也以交战双方平手，恢复“战前状态”结束。伊拉克和伊朗在相互妥协后都将军队后撤至1975年《阿尔及尔宣言》规定的分界线上。